# Burkittův lymfom

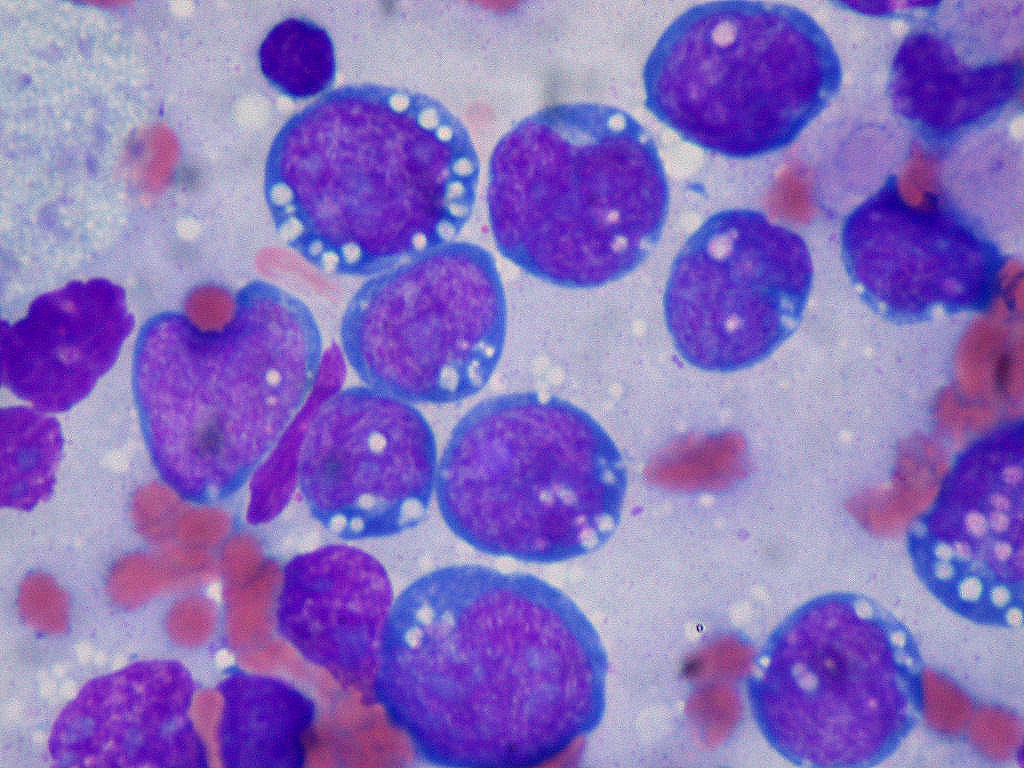
Burkittův lymfom – rakovinné buňky vznikají transformací B-lymfocytů

Burkittův lymfom je lymfom (typ nádorového onemocnění) postihující především B-lymfocyty. Příčinou je určitý typ mutace v těchto imunitních buňkách. Je pojmenován po objeviteli tohoto lymfomu, chirurgovi D. P. Burkittovi.

## Příčina
Přesnou příčinou je translokace (tzn. přemístění určité sekvence DNA z jednoho místa na jiné) onkogenu c-myc z 8. chromozomu na jiný chromozom, kde se vloží do genu, který kóduje část molekuly imunoglobulinu. Tyto geny jsou na chromozomech 2, 14 a 22, translokace tedy probíhá mezi osmým a některým z těchto chromozomů. Následující problémy (malignita) souvisí s velkou transkripční aktivitou těchto imunoglobulinových genů.
Infekce virem Epsteina a Barrové (EBV) je nezbytná, avšak nedostačující pro vývoj Burkittova lymfomu. Potřebné kofaktory jsou jak chromosomální translokace, tak imunosuprese.